# Palmarès del Feyenoord Rotterdam
Il Feyenoord Rotterdam, meglio noto come Feyenoord, è una società calcistica olandese con sede nella città di Rotterdam, nell'omonimo quartiere. Milita nella Eredivisie, la massima divisione del campionato olandese.
Ha vinto 16 titoli olandesi, 14 coppe nazionali e 5 supercoppe, che ne fanno la terza squadra olandese più titolata in ambito nazionale, dietro ad Ajax e PSV. È, inoltre, terza nella classifica perpetua dell'Eredivisie. In ambito internazionale supera, invece, il PSV, avendo conquistato una Coppa dei Campioni, una Coppa Intercontinentale e 2 Coppe UEFA/Europa League; è stata inoltre la prima squadra olandese ad aggiudicarsi questi tre trofei.

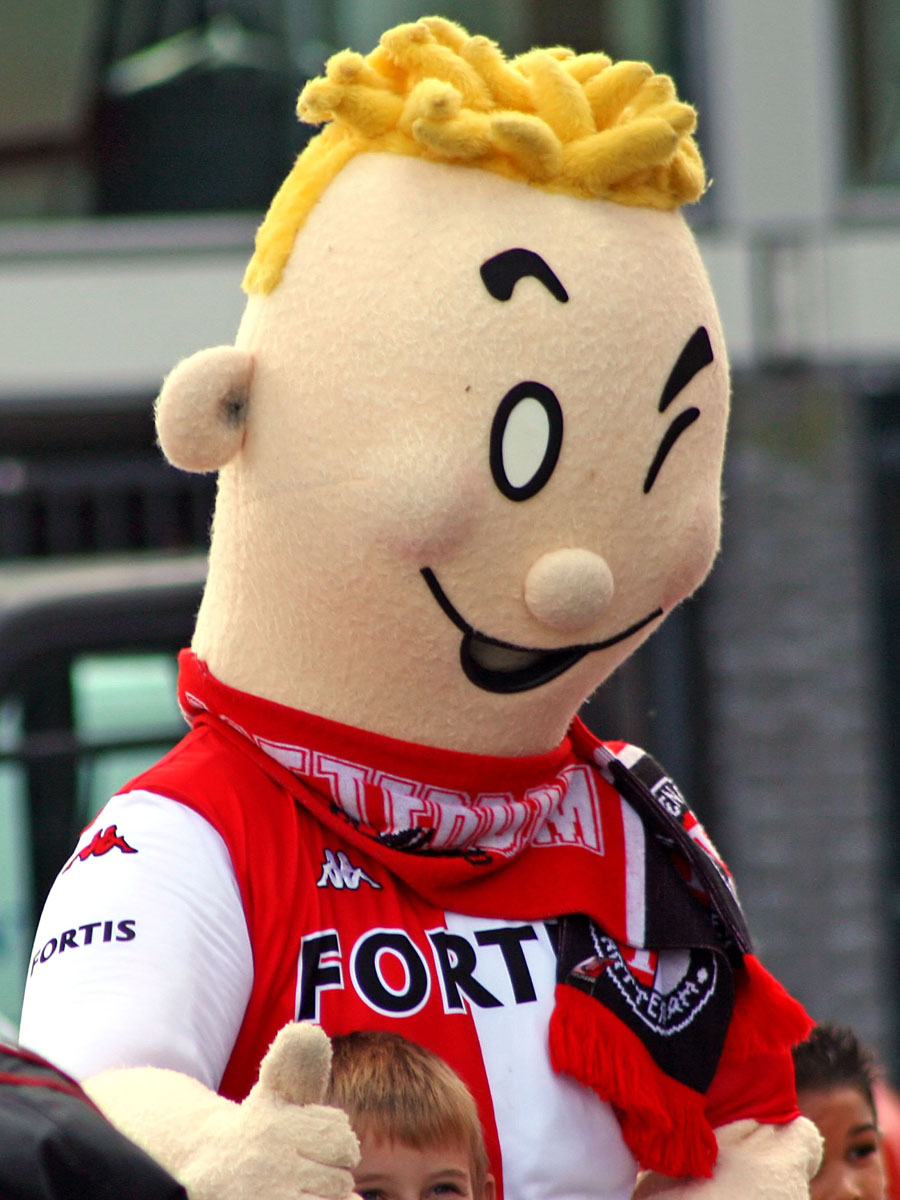
La mascotte del Feyenoord

## Competizioni nazionali
- Campionato olandese: 16

1923-1924, 1927-1928, 1935-1936, 1937-1938, 1939-1940, 1960-1961, 1961-1962, 1964-1965, 1968-1969, 1970-1971, 1973-1974, 1983-1984, 1992-1993, 1998-1999, 2016-2017, 2022-2023
- Coppa dei Paesi Bassi: 14

1929-1930, 1934-1935, 1964-1965, 1968-1969, 1979-1980, 1983-1984, 1990-1991, 1991-1992, 1993-1994, 1994-1995, 2007-2008, 2015-2016, 2017-2018, 2023-2024
- Supercoppa dei Paesi Bassi: 5

1991, 1999, 2017, 2018, 2024

## Competizioni internazionali
- Coppa dei Campioni: 1

1969-1970
- Coppa Intercontinentale: 1

1970
- Coppa UEFA: 2  (record olandese)

1973-1974, 2001-2002
- Coppa Intertoto: 3

1967, 1968, 1973
- Benelux Cup: 2

1958, 1959

## Altri piazzamenti
- Campionato olandese:

Secondo posto: 1930-1931, 1932-1933, 1936-1937, 1942-1943, 1959-1960, 1965-1966, 1966-1967, 1967-1968, 1969-1970, 1971-1972, 1972-1973, 1974-1975, 1975-1976, 1978-1979, 1982-1983, 1993-1994, 1996-1997, 2000-2001, 2011-2012, 2013-2014, 2023-2024
Terzo posto: 1925-1926, 1928-1929, 1984-1985, 1985-1986, 1986-1987, 1991-1992, 1995-1996, 1999-2000, 2001-2002, 2002-2003, 2003-2004, 2005-2006, 2012-2013, 2015-2016, 2018-2019, 2021-2022, 2024-2025
- Coppa dei Paesi Bassi:

Finalista: 1934-1935, 1956-1957, 2002-2003, 2009-2010, 2019-2020
Semifinalista: 1948-1949, 1957-1958, 1992-1993, 1995-1996, 1998-1999, 2004-2005, 2018-2019, 2022-2023
- Supercoppa dei Paesi Bassi:

Finalista: 1992, 1993, 1994, 1995, 2008, 2016, 2023
- Coppa dei Campioni:

Semifinalista: 1962-1963
- Coppa delle Coppe:

Semifinalista: 1980-1981, 1991-1992, 1995-1996
- UEFA Conference League:

Finalista: 2021-2022
- Supercoppa UEFA:

Finalista: 2002
- Coppa Piano Karl Rappan:

Finalista: 1961-1962